# Рибейра-Кенте
Рибейра-Кенте (порт. Ribeira Quente) — район (фрегезия) в Португалии, входит в округ Азорские острова. Расположен на острове Сан-Мигел. Является составной частью муниципалитета Вила-да-Повуасан. Население составляет 798 человек на 2001 год. Занимает площадь 9,88 км².
Покровителем района считается Апостол Павел (порт. São Paulo).